# Petals for Armor
Petals for Armor é o álbum de estreia solo da cantora e compositora estadunidense Hayley Williams, lançado em 8 de maio de 2020 através da Atlantic Records. O álbum foi precedido por dois extended plays (EPs), Petals for Armor I e Petals for Armor II, que compreendem as primeiras dez faixas do álbum.
Williams explicou que a inspiração para o título do álbum foi devido a sua crença de que "a melhor maneira de me proteger é ser vulnerável". Petals for Armor foi produzido por Taylor York, companheiro de banda de Williams, e foi escrito ao longo de 2019 durante o hiato de Paramore após a turnê de divulgação de After Laughter (2017).
O primeiro single do álbum, "Simmer", foi lançado em janeiro de 2020, acompanhado por um videoclipe. Em uma entrevista com a BBC Radio, Williams confirmou que ela embarcaria em uma turnê para promover o álbum após seu lançamento. A turnê foi  planejada para começar na metade de 2020, mas foi adiada e posteriormente cancelada devido à pandemia de COVID-19.

## Faixas
| CD  |                                                 |                                         |         |  |
| N.º | Título                                          | Compositor(es)                          | Duração |  |
| 1.  | "Simmer"                                        | Hayley Williams Taylor York Joey Howard | 4:26    |  |
| 2.  | "Leave It Alone"                                | Williams Joey Howard                    | 4:05    |  |
| 3.  | "Cinnamon"                                      | Williams York                           | 3:31    |  |
| 4.  | "Creepin'"                                      | Williams Howard Steph Marziano          | 2:58    |  |
| 5.  | "Sudden Desire"                                 | Williams Howard                         | 3:07    |  |
| 6.  | "Dead Horse"                                    | Williams Daniel James                   | 3:19    |  |
| 7.  | "My Friend"                                     | Williams Howard                         | 3:39    |  |
| 8.  | "Over Yet"                                      | Williams Howard Marziano                | 3:39    |  |
| 9.  | "Roses/Lotus/Violet/Iris" (featuring Boygenius) | Williams York James                     | 5:18    |  |
| 10. | "Why We Ever"                                   | Williams Micah Tawlks                   | 4:23    |  |
| 11. | "Pure Love"                                     | Williams Howard                         | 3:07    |  |
| 12. | "Taken"                                         | Williams Howard Marziano                | 2:46    |  |
| 13. | "Sugar on the Rim"                              | Williams                                | 4:14    |  |
| 14. | "Watch Me While I Bloom"                        | Williams                                | 3:44    |  |
| 15. | "Crystal Clear"                                 | Williams                                | 3:33    |  |

## Recepção da crítica
Petals for Armor foi bem recebido pela crítica especializada. O site agregador Metacritic deu uma nota 83 (de 100) para o disco, baseado em 22 resenhas profissionais. Já o site AnyDecentMusic? deu ao álbum nota 8,1 (de 10). O jornal britânico The Guardian deu a Petals for Armor uma nota 3 de 5, afirmando que o álbum era uma das "revelações do ano". A jornalista El Hunt, escrevendo para a NME, deu um bom parecer ao álbum e afirmou: "‘Petals for Amor’ marca outra outra partida sônica para Williams – embora seu talento para compensar letras sombrias e ameaçadoras com uma melodia açucarada permaneça". Já Claire Shaffer, escrevendo para a Rolling Stone, deu seu parecer sobre o trabalho de Hayley Williams: "O excelente trabalho solo de estreia da cantora do Paramore é cheio de imaginário feminino e texturas de música de dança que evocam diversas influências de Björk e Janet Jackson".

## Tabelas musicais
| Paradas (2020)                        | Melhor posição |
| ------------------------------------- | -------------- |
| Alemanha (Offizielle Deutsche Charts) | 24             |
| Austrália (ARIA)                      | 6              |
| Áustria (Ö3 Austria Top 40)           | 51             |
| Canadá (CRIA)                         | 3              |
| Bélgica (Ultratop Flandres)           | 117            |
| Estados Unidos (Billboard 200)        | 18             |
| Irlanda (IRMA)                        | 38             |
| Nova Zelândia (RMNZ)                  | 24             |
| Escócia (Official Scottish Albums)    | 1              |
| Reino Unido (Official Albums Chart)   | 4              |

## Créditos e pessoal
Segundo o site Tidal, esses são os créditos oficiais do álbum:
Músicos
- Hayley Williams – artista principal, vocais principais, teclado, guitarra
- Taylor York – produção, instrumentação adicional
- Joey Howard – baixo, teclados, percussão
- Aaron Steele – bateria, percussão, programação
- Benjamin Kaufman – violino, violoncelo

Pessoal adicional
- Daniel James – arranjos de cordas
- Carlos de la Garza – engenharia musical
- Dave Cooley – engenheiro de masterização
- Kevin "K-Bo" Boettger – engenheiro assistente
- Michael Craver – engenheiro assistente, engenheiro assistente de mixagem
- David Fitzgibbons – engenheiro assistente, engenheiro assistente de mixagem
- Michelle Freetly – engenheira assistente
- Jake Butler – engenheiro assistente